# Cândido Benício
Cândido Benício da Silva Moreira, ou popularmente Cândido Benício, (Niterói, 1864 — Rio de Janeiro 19 de dezembro de 1897) foi um médico e político brasileiro.

## Biografia
Apesar de nascido em Niterói, Cândido Benício foi muito jovem trabalhar no Rio de Janeiro como médico sanitarista na localidade de Jacarepaguá, então área rural da capital federal. Logo se tornou muito querido pela população do bairro, que o elegeu em 1892 para a Intendência Municipal (cargo equivalente ao de vereador nos dias atuais).
No dia 10 de junho de 1896 casou-se com Ana Rangel Vasconcelos Moreira (Dona Nicota), falecida em 1952. Em 4 de abril de 1897, nascia o que seria o filho único do casal: Carlos Benício da Silva Moreira (1897-1944). A felicidade, porém, durou pouco, pois, vitimado por doença grave, Cândido Benício faleceria oito meses após o nascimento do menino, no dia 19 de dezembro de 1897, em Jacarepaguá. O sepultamento foi realizado no Cemitério do Pechincha, com a presença de boa parte da população de local, inclusive o Barão da Taquara e sua esposa.

## Homenagem e reconhecimento
Atualmente a Praça Seca, bairro da XVI Região Administrativa Jacarepaguá, possui como nome de sua principal via rua Cândido Benício, importante ligação entre Madureira e os outros bairros de Jacarepaguá.
Nesta rua ficava a casa onde morou Cândido Benício; onde posteriormente funcionaria o Educandário N. S. da Vitória, que foi desativado em 1999, e teve sua edificação arruinada, deixando assim de existir.